# Erebia purpureofasciata
Erebia purpureofasciata är en fjärilsart som beskrevs av Müller 1928. Erebia purpureofasciata ingår i släktet Erebia och familjen praktfjärilar. Inga underarter finns listade i Catalogue of Life.